# Karl-Liebknecht-Straße 15 (Niederndodeleben)

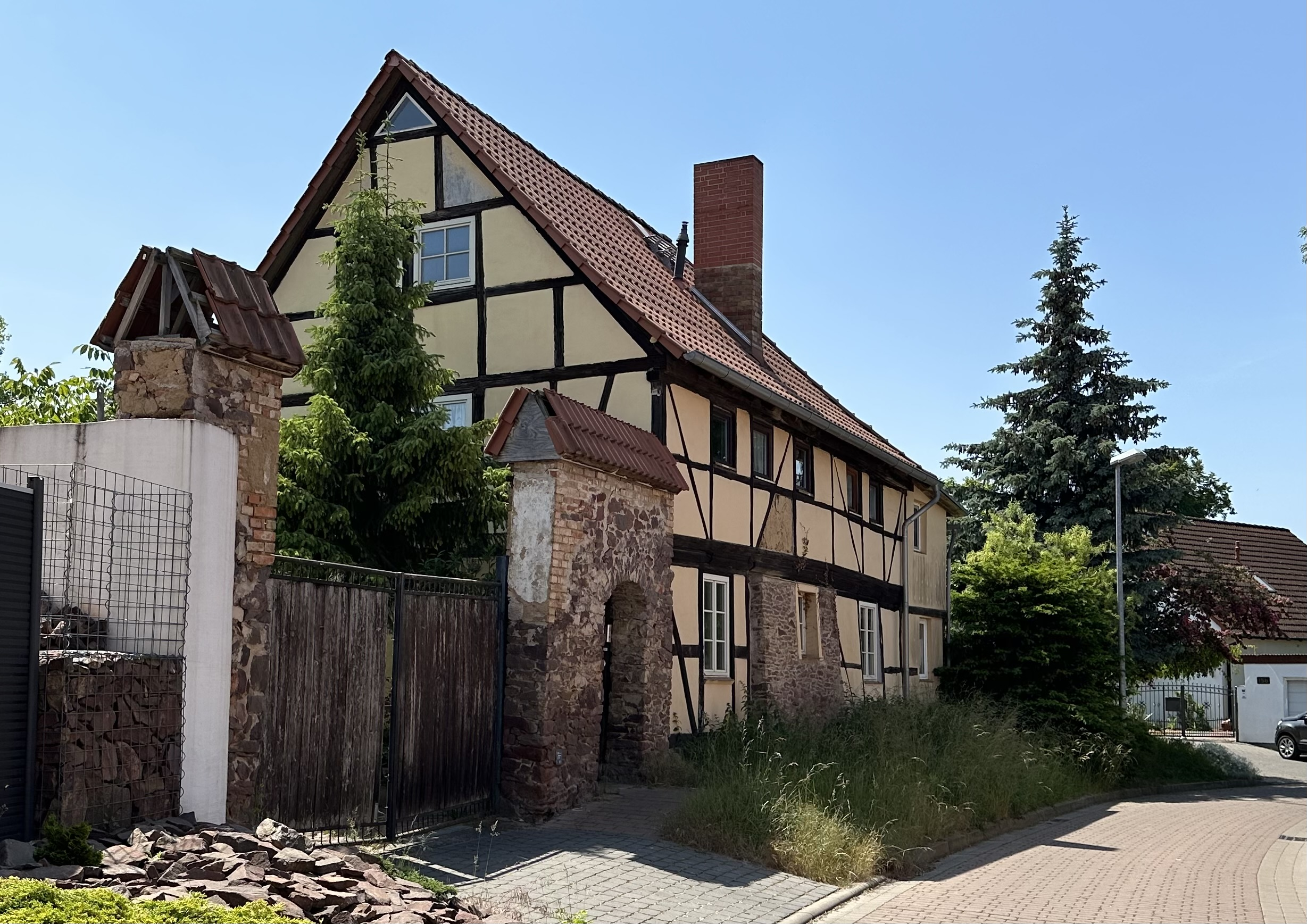
Karl-Liebknecht-Straße 15 im Jahr 2023

Karl-Liebknecht-Straße 15 ist ein denkmalgeschütztes Wohnhaus in der Gemeinde Hohe Börde in Sachsen-Anhalt.

## Lage
Es befindet sich im Zentrum des Ortsteils Niederndodeleben auf der Südseite der Karl-Liebknecht-Straße an deren westlichen Ende. Es ist traufständig zur Straße hin ausgerichtet.

## Architektur und Geschichte
Der zweigeschossige Fachwerkbau stammt aus dem 18. Jahrhundert und gehört zu den ältesten erhaltenen Gehöfte des Orts. Das Fachwerk ist in für die Bauzeit typischen Formen erstellt. Es besteht eine profilierte Saumschwelle. Die Gefache sind mit Lehm ausgefüllt und zum Teil mit Ziegeln ausgebessert. 
Östlich des Hauses befindet sich eine rundbogige Pforte.
Im Denkmalverzeichnis des Landes Sachsen-Anhalt ist das Wohnhaus unter der Erfassungsnummer 094 75599 als Baudenkmal eingetragen.